# Lista de presidentes do Brasil por tempo no cargo
| Presidência mais longa: Getúlio Vargas (6 775 dias) | Presidência mais breve: Carlos Luz (3 dias) |

Esta é uma lista de presidentes do Brasil por tempo no cargo, ordenada conforme a quantidade de dias em que foram considerados presidentes. Ela compreende todas as pessoas que assumiram a presidência, incluindo os que o fizeram de facto ou interinamente, e estão presentes na lista da Biblioteca da Presidência da República.
Os dias da lista são calculados a partir da diferença entre as datas do término do mandato e do início deste. Se fossem contados os dias do calendário de cada período, todos os presidentes teriam seu número de dias apresentado acrescido em uma unidade — com exceção de Getúlio Vargas, Ranieri Mazzilli e Lula, que teriam dois dias a mais, pois exerceram dois mandatos não consecutivos (ou dois períodos).
Para os fins desta tabela, entende-se período como um único governo ou a soma de governos/mandatos sucessivos. Desta forma, Getúlio possui quatro governos em dois períodos; Lula, três governos em dois períodos; Ranieri, dois governos em dois períodos; Deodoro, FHC e Dilma, dois governos em um período. O único governo ou a soma de períodos forma o todo/tempo no cargo. Com exceção de Vargas (em razão do seu autogolpe no segundo governo e consequente terceiro governo, este sem termo, mas considerado inconcluso, ao contrário de seu Governo Provisório), a porcentagem de conclusão dos demais é o resultado da divisão entre os dias efetivos como presidente pelos dias totais a que originalmente dever-se-ia governar (já considerando o governo concluso, nos casos de Deodoro e Dilma). Para Fernando Collor, como exemplo, divide-se os dias de seu governo pela soma dos dias de seu governo e do governo de Itamar Franco. 

## Estatísticas
Dois presidentes figuram com um dia a mais ou a menos que outros que governaram pela mesma quantidade de anos: Juscelino Kubitschek e Campos Sales. Isso ocorre porque, no caso do primeiro, seu mandato teve dois anos bissextos, o que era possível em razão do mandato presidencial ser de cinco anos (outros três presidentes governaram por 5 anos, mas com apenas um ano bissexto durante o período); já Sales governou um dia a menos que outros cinco presidentes, que também governaram por quatro anos completos, porque o ano de 1900 não foi bissexto (divisível por 4 e 100, mas não por 400), não vivenciando nenhum ano dessa natureza enquanto presidia a República. O presidente de 2000, Fernando Henrique Cardoso, não sofreu esse decréscimo, que afetará os ocupantes de 2100, 2200 e 2300, mas não o de 2400.
O presidente que por mais tempo governou o Brasil foi Vargas, que o fez por 14 anos, 11 meses e 26 dias ou 5 474 dias seguidos e, posteriormente, mais 3 anos, 6 meses e 23 dias ou 1 301 dias seguidos, totalizando 18 anos, 6 meses e 19 dias ou 6 775 dias como líder do poder executivo. Isso fez-se possível graças ao fato de que seu primeiro período na presidência, a chamada Era Vargas, foi marcado por diversas conturbações políticas advindas da Revolução de 1930 e à criação do Estado Novo, período no qual ele governou em um regime ditatorial.
Aquele que por menos tempo exerceu a função de presidente foi Carlos Luz que, na qualidade de presidente da Câmara dos Deputados, assumiu interinamente o cargo máximo do executivo após o afastamento do então presidente Café Filho por motivos de saúde; Luz acabou deposto pelo movimento de 11 de Novembro, servindo por 3 dias como presidente. Itamar Franco e Luz foram os que exerceram durante menos tempo em único ano, uma vez que Itamar tomou posse em 29 de dezembro de 1992, logo, governando por apenas três dias naquele ano. Mas diferente de Luz, teve depois outros 730 dias (2 anos) como presidente e já era presidente interino desde 2 de outubro de 1992.
A média de tempo no cargo, desconsiderando o atual mandatário e as juntas, é de 1 349 dias, o que corresponde a aproximadamente 3 anos, 8 meses e 10 dias. Considerando as Juntas, a média é de 1 278 dias, correspondendo a aproximadamente 3 anos, 5 meses e 22 dias. A República Federativa do Brasil possui 135 anos e 245 dias (49 553 dias).

## Lista dos presidentes
Legenda:
Em parênteses, ordem desconsiderando juntas militares.
| #       | OH | Presidente                                                                             | Tempo no cargo                          | % cumprida | Início do mandato                           | Fim do mandato                              | Ref.                             |
| ------- | -- | -------------------------------------------------------------------------------------- | --------------------------------------- | ---------- | ------------------------------------------- | ------------------------------------------- | -------------------------------- |
| 1       | 14 | Getúlio Vargas                                                                         | 18 anos, 6 meses e 19 dias (6 775 dias) | 91,62      | 3 de novembro de 1930                       | 29 de outubro de 1945                       | [ nota 2 ] [ 2 ]                 |
| 1       | 17 | Getúlio Vargas                                                                         | 18 anos, 6 meses e 19 dias (6 775 dias) | 91,62      | 31 de janeiro de 1951                       | 24 de agosto de 1954                        | [ nota 2 ] [ 2 ]                 |
| 2       | 35 | Luiz Inácio Lula da Silva                                                              | 10 anos, 6 meses e 17 dias (3 851 dias) | 87,8       | 1º de janeiro de 2003                       | 1º de janeiro de 2011                       | [ nota 3 ] [ 8 ]                 |
| 2       | 39 | Luiz Inácio Lula da Silva                                                              | 10 anos, 6 meses e 17 dias (3 851 dias) | 87,8       | 1º de janeiro de 2023                       | atualmente                                  | [ nota 3 ] [ 8 ]                 |
| 3       | 34 | Fernando Henrique Cardoso                                                              | 8 anos (2 922 dias)                     | 100        | 1º de janeiro de 1995                       | 1º de janeiro de 2003                       | [ nota 4 ] [ 9 ]                 |
| 4       | 30 | João Figueiredo                                                                        | 6 anos (2 192 dias)                     | 100        | 15 de março de 1979                         | 15 de março de 1985                         | [ nota 5 ] [ 10 ]                |
| 5       | 36 | Dilma Rousseff                                                                         | 5 anos e 8 meses (2 069 dias)           | 70,80      | 1º de janeiro de 2011                       | 31 de agosto de 2016                        | [ nota 6 ] [ 11 ]                |
| 6       | 21 | Juscelino Kubitschek                                                                   | 5 anos (1 827 dias)                     | 100        | 31 de janeiro de 1956                       | 31 de janeiro de 1961                       | [ nota 7 ] [ 12 ]                |
| 7       | 16 | Eurico Gaspar Dutra                                                                    | 5 anos (1 826 dias)                     | 100        | 31 de janeiro de 1946                       | 31 de janeiro de 1951                       | [ nota 7 ] [ 13 ]                |
| 7       | 29 | Ernesto Geisel                                                                         | 5 anos (1 826 dias)                     | 100        | 15 de março de 1974                         | 15 de março de 1979                         | [ nota 7 ] [ 14 ]                |
| 7       | 31 | José Sarney                                                                            | 5 anos (1 826 dias)                     | 100        | 15 de março de 1985                         | 15 de março de 1990                         | [ nota 8 ] [ 15 ]                |
| 10      | 28 | Emílio Garrastazu Médici                                                               | 4 anos, 4 meses e 17 dias (1 597 dias)  | 100        | 30 de outubro de 1969                       | 15 de março de 1974                         | [ nota 9 ] [ 16 ]                |
| 11      | 3  | Prudente de Morais                                                                     | 4 anos (1 461 dias)                     | 100        | 15 de novembro de 1894                      | 15 de novembro de 1898                      | [ nota 10 ] [ 17 ]               |
| 11      | 5  | Rodrigues Alves                                                                        | 4 anos (1 461 dias)                     | 100        | 15 de novembro de 1902                      | 15 de novembro de 1906                      | [ nota 11 ] [ 18 ]               |
| 11      | 8  | Hermes da Fonseca                                                                      | 4 anos (1 461 dias)                     | 100        | 15 de novembro de 1910                      | 15 de novembro de 1914                      | [ nota 10 ] [ 19 ]               |
| 11      | 9  | Venceslau Brás                                                                         | 4 anos (1 461 dias)                     | 100        | 15 de novembro de 1914                      | 15 de novembro de 1918                      | [ nota 10 ] [ 20 ]               |
| 11      | 12 | Artur Bernardes                                                                        | 4 anos (1 461 dias)                     | 100        | 15 de novembro de 1922                      | 15 de novembro de 1926                      | [ nota 10 ] [ 21 ]               |
| 11      | 38 | Jair Bolsonaro                                                                         | 4 anos (1 461 dias)                     | 100        | 1º de janeiro de 2019                       | 1º de janeiro de 2023                       | [ nota 10 ] [ 22 ] [ 23 ]        |
| 17      | 4  | Campos Sales                                                                           | 4 anos (1 460 dias)                     | 100        | 15 de novembro de 1898                      | 15 de novembro de 1902                      | [ nota 10 ] [ 24 ]               |
| 18      | 13 | Washington Luís                                                                        | 3 anos, 11 meses e 14 dias (1 439 dias) | 98,49      | 15 de novembro de 1926                      | 24 de outubro de 1930                       | [ nota 12 ] [ 25 ]               |
| 19      | 11 | Epitácio Pessoa                                                                        | 3 anos, 3 meses e 18 dias (1 206 dias)  | 100        | 28 de julho de 1919                         | 15 de novembro de 1922                      | [ nota 13 ] [ 26 ]               |
| 20      | 2  | Floriano Peixoto                                                                       | 2 anos, 11 meses e 23 dias (1 088 dias) | 100        | 23 de novembro de 1891                      | 15 de novembro de 1894                      | [ nota 14 ] [ 27 ]               |
| 21      | 26 | Castelo Branco                                                                         | 2 anos e 11 meses (1 064 dias)          | 100        | 15 de abril de 1964                         | 15 de março de 1967                         | [ nota 15 ] [ 28 ]               |
| 22      | 32 | Fernando Collor                                                                        | 2 anos, 9 meses e 14 dias (1 020 dias)  | 58,18      | 15 de março de 1990                         | 29 de dezembro de 1992                      | [ nota 16 ] [ 29 ]               |
| 23      | 6  | Afonso Pena                                                                            | 2 anos e 7 meses (942 dias)             | 64,47      | 15 de novembro de 1906                      | 14 de junho de 1909                         | [ nota 17 ] [ 30 ]               |
| 24      | 24 | João Goulart                                                                           | 2 anos, 6 meses e 24 dias (938 dias)    | 58,36      | 7 de setembro de 1961                       | 2 de abril de 1964                          | [ nota 18 ] [ 31 ]               |
| 25      | 27 | Artur da Costa e Silva                                                                 | 2 anos, 5 meses e 16 dias (900 dias)    | 61,60      | 15 de março de 1967                         | 31 de agosto de 1969                        | [ nota 19 ] [ 32 ]               |
| 26      | 37 | Michel Temer                                                                           | 2 anos e 4 meses (853 dias)             | 100        | 31 de agosto de 2016                        | 1º de janeiro de 2019                       | [ nota 20 ] [ 33 ]               |
| 27      | 1  | Deodoro da Fonseca                                                                     | 2 anos e 8 dias (738 dias)              | 40,41      | 15 de novembro de 1889                      | 23 de novembro de 1891                      | [ nota 21 ] [ 34 ]               |
| 28      | 33 | Itamar Franco                                                                          | 2 anos e 3 dias (733 dias)              | 100        | 29 de dezembro de 1992                      | 1º de janeiro de 1995                       | [ nota 22 ] [ 35 ]               |
| 29      | 7  | Nilo Peçanha                                                                           | 1 ano, 5 meses e 1 dia (519 dias)       | 100        | 14 de junho de 1909                         | 15 de novembro de 1910                      | [ nota 23 ] [ 36 ]               |
| 30      | 18 | Café Filho                                                                             | 1 ano, 2 meses e 16 dias (441 dias)     | 84         | 24 de agosto de 1954                        | 8 de novembro de 1955                       | [ nota 24 ] [ 37 ]               |
| 31      | 10 | Delfim Moreira                                                                         | 8 meses e 13 dias (255 dias)            | 100        | 15 de novembro de 1918                      | 28 de julho de 1919                         | [ nota 25 ] [ 38 ]               |
| 32      | 22 | Jânio Quadros                                                                          | 6 meses e 25 dias (206 dias)            | 11,28      | 31 de janeiro de 1961                       | 25 de agosto de 1961                        | [ nota 26 ] [ 39 ]               |
| 33      | 15 | José Linhares                                                                          | 3 meses e 2 dias (94 dias)              | 100        | 29 de outubro de 1945                       | 31 de janeiro de 1946                       | [ nota 27 ] [ 40 ]               |
| 34      | 20 | Nereu Ramos                                                                            | 2 meses e 21 dias (81 dias)             | 100        | 11 de novembro de 1955                      | 31 de janeiro de 1956                       | [ nota 28 ] [ 41 ]               |
| 35      | —  | Aurélio de Lira Tavares Augusto Rademaker Márcio de Sousa Melo (Segunda Junta Militar) | 2 meses (60 dias)                       | 100        | 31 de agosto de 1969                        | 30 de outubro de 1969                       | [ nota 29 ] [ 42 ] [ 43 ] [ 44 ] |
| 36 (35) | 23 | Ranieri Mazzilli                                                                       | 26 dias                                 | 100        | 25 de agosto de 1961                        | 7 de setembro de 1961                       | [ nota 30 ] [ 45 ]               |
| 36 (35) | 25 | Ranieri Mazzilli                                                                       | 26 dias                                 | 100        | 2 de abril de 1964                          | 15 de abril de 1964                         | [ nota 30 ] [ 45 ]               |
| 37      | —  | Augusto Tasso Fragoso Isaías de Noronha João Mena Barreto (Primeira Junta Militar)     | 10 dias                                 | 100        | 24 de outubro de 1930                       | 3 de novembro de 1930                       | [ nota 31 ] [ 46 ] [ 47 ] [ 48 ] |
| 38 (36) | 19 | Carlos Luz                                                                             | 3 dias                                  | 3,57       | 8 de novembro de 1955                       | 11 de novembro de 1955                      | [ nota 32 ] [ 6 ]                |
| —       | —  | Júlio Prestes                                                                          | —                                       | —          | Não tomou posse devido à Revolução de 1930. | Não tomou posse devido à Revolução de 1930. | [ nota 33 ] [ 49 ]               |
| —       | —  | Pedro Aleixo                                                                           | —                                       | —          | Impedido de tomar posse pela Junta de 1969  | Impedido de tomar posse pela Junta de 1969  | [ nota 34 ] [ 50 ]               |
| —       | —  | Tancredo Neves                                                                         | —                                       | —          | Não tomou posse, pois morreu antes.         | Não tomou posse, pois morreu antes.         | [ nota 35 ] [ 51 ]               |